# Fuentes de Ayódar
Fuentes de Ayódar (em castelhano) ou, em valenciano, Fontes ou les Fonts d'Aiòder, é um município da Espanha na província de Castelló, Comunidade Valenciana. Tem 10,9 km² de área e em 2021 tinha 93 habitantes (densidade: 8,5 hab./km²).

## Demografia
| Variação demográfica do município entre 1991 e 2004 | Variação demográfica do município entre 1991 e 2004 | Variação demográfica do município entre 1991 e 2004 | Variação demográfica do município entre 1991 e 2004 |
| --------------------------------------------------- | --------------------------------------------------- | --------------------------------------------------- | --------------------------------------------------- |
| 1991                                                | 1996                                                | 2001                                                | 2004                                                |
| 80                                                  | 98                                                  | 101                                                 | 95                                                  |